# Bill Osborne
Pour les articles homonymes, voir Osborne.
Pas d'image ? Cliquez ici

a Compétitions nationales et continentales officielles uniquement.

b Matchs officiels uniquement.
William "Bill" Michael Osborne, né le 24 avril 1955 à Wanganui (Nouvelle-Zélande), est un joueur de rugby à XV évoluant au poste de trois-quarts centre. Il est international néo-zélandais à seize reprises entre 1975 et 1982.
Son neveu, Glen Osborne, est aussi international néo-zélandais de rugby à XV.

## Carrière
Il a disputé son premier test match avec l'équipe de Nouvelle-Zélande le 14 juin 1975 contre l'Écosse. Son dernier test match fut contre l'Australie, le 11 septembre 1982. 
Il a joué un match avec un XV mondial contre l'Afrique du Sud en 1977.

## Palmarès
Bill Osborne dispute 16 tests avec  les All-Blacks, entre le 14 juin 1975 à Wellington contre l'Écosse et le 11 septembre 1982 à Auckland contre l'Australie.
Il dispute également d'autres matchs sous le maillot noir des All Blacks, pour un total de 86 matchs et 164 points. Durant ces matchs de semaine, il occupe le rôle de capitaine à cinq reprises.